# مونته جنه‌روسو
مونته جنه‌روسو (انگلیسی: Monte Generoso) کوهی در مرز سوئیس و ایتالیا و بین دریاچه لوگانو و دریاچه کومو واقع شده‌است. جناح‌های غربی و جنوبی کوه در کانتون تیچینو سوئیس قرار دارند، در حالی که جناح‌های شمال شرقی در منطقه ایتالیایی لمباردی قرار دارند